# D.O.M.

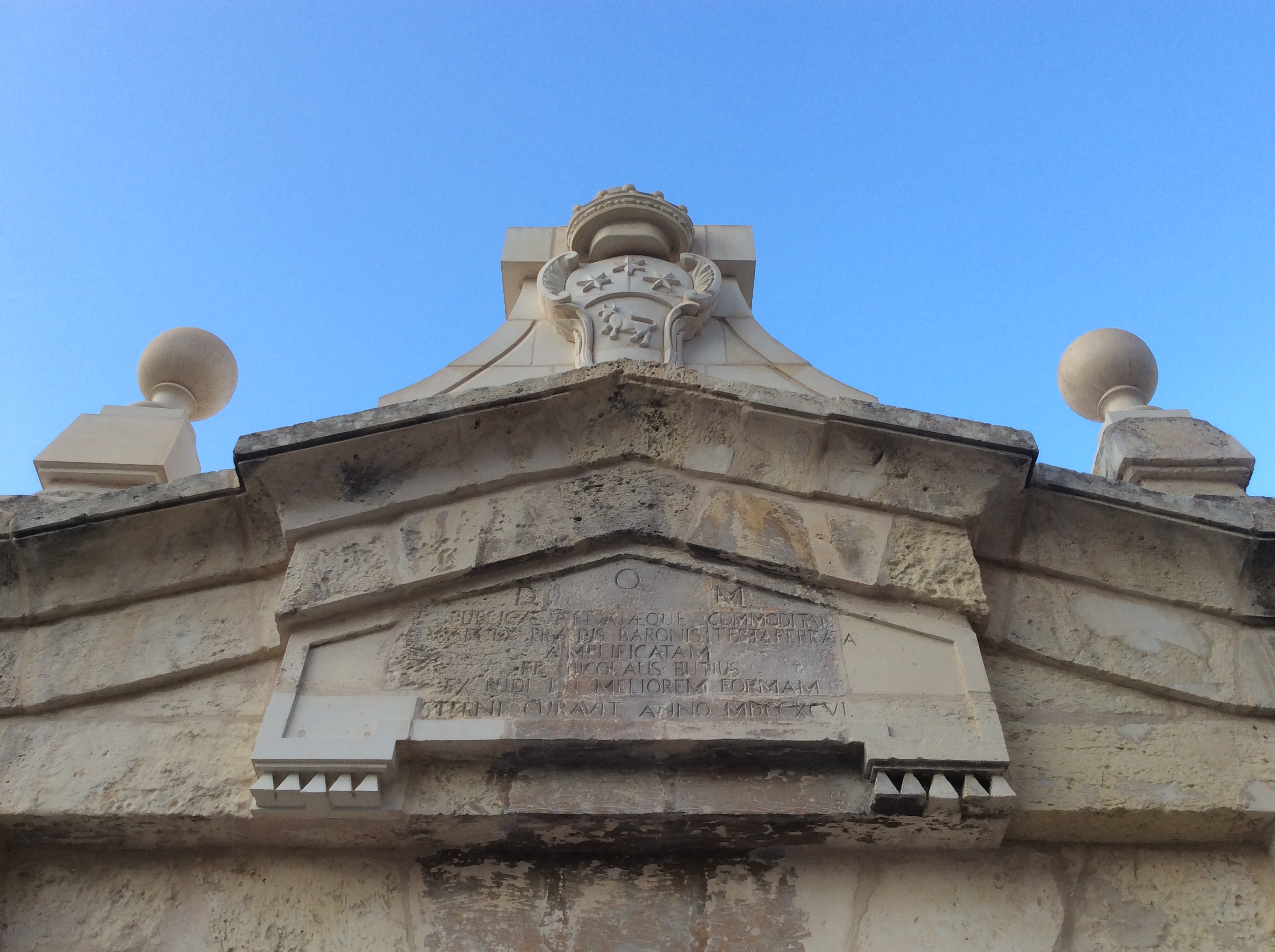
A D.O.M. rövidítés egy máltai templom homlokzatán

A D.O.M. a latin Deo Optimo Maximo rövidítése, melynek jelentése „a legfőbb istennek szentelve”. Ez Jupiterre, a római vallás főistenére utalt. Évszázadokkal később, miután a rómaiak keresztények, ezáltal monoteisták lettek, a kifejezést a keresztények istenére vonatkoztatták. Jóval a római civilizáció bukása után is használták, mivel a tudományos és az Egyház nyelve továbbra is a latin maradt. Így ez a kifejezés vagy rövidítése megtalálható sok reneszánsz templom homlokzatán vagy esetleg egyéb építményeken, különösen itáliai szarkofágokon.
Szintén megtalálható ez a felirat a benediktiner likőr üvegén is.
Ez a neve egy kanadai együttesnek is, a D.O.M.-nak.